# Emerald Sword Saga
Emerald Sword Saga, česky: Legenda o smaragdovém meči, je epický fantasy příběh, který je vyprávěn v písních na celkem pěti nahrávkách italské metalové hudební skupiny Rhapsody of Fire. Každé album obsahuje knížečku s příslušnou částí příběhu. Jednotlivé kapitoly byly vydány na těchto deskách:
- Legendary Tales
- Symphony of Enchanted Lands
- Dawn of Victory
- Rain of a Thousand Flames
- Power of the Dragonflame

Příběh se odehrává v pohádkovém/fantasy světě, ve kterém nechybí draci, pohádkové bytosti, příšery, slavní hrdinové, ani zlí temní pánové a démoni. Děj je koncipován jako boj dobra proti zlu s dobrým koncem. Hlavním hrdinou je „Bojovník ledu“ (v originále Warrior of Ice), který dopstal úkol najít legendární smaragdový meč, který se měl dle pověsti stát rozhodující zbraní proti zlu, zachvacující svět. Zlo ztělesňuje temný pán Akron, služebník starodávného a krutého boha války Krona, který musí být poražen. Bojovník ledu potká mnoho vedlejších postav, jako například prince Arwalda, princeznu Airin nebo zakletého draka Tharose. Příběh vypráví prastarý čaroděj Aresius, který údajně „všechno viděl“.

## Legendary Tales
Legendary Tales (Legendární příběhy) je první kapitolou legendy. Seznamujeme se s Bojovníkem ledu a jeho úkolem. V dávných dobách už jednou došlo k záplavě světa zlem v čele s „Temným pánem“, jenž velel obří armádě stvůr z Bezedné propasti proti „Svaté alianci“ za účelem dobýt ve jménu Krona pevnost Algalord, svatou citadelu „Okouzlujících zemí“ (Enchanted Lands), kde je uloženo prastaré tajemství o smaragdovém meči - mocné zbrani schopné zvrátit vývoj války se zlem. Svatá aliance vznikla na popud moudrých králů, kteří sjednotili čtyři armády v jednu, nejmocnější všech dob. Pod vedením Harolda Statečného se Alianci povedlo tehdejší válku vyhrát. Nyní se zlo vrací a Algalord je opět ohrožen.
Okouzlující země se opět hemží silami Bezedných propastí a ze zemí temnoty. Velí jim krutý král Akron a část napadla okrajové oblasti Okouzlujících zemí, část pročesává Země chaosu. Sešla se tedy rada králů v Algalordu (Harold III z Algordu, Argon IV z Elgardu a Eric, král Elnoru), aby obnovila alianci pod novým jménem „Aliance Okouzlujících zemí.“ Dalším bodem jednání byl přednes starověké Legendy o smaragdovém meči ze Svaté knihy. Zněla prostě: Statečný bojovník s čistým srdcem nalezne „Tři klíče moudrosti“ k otevření slonovinové brány v Zemi chaosu. Tam se prý nachází svaté království, kde je možné smaragdový meč získat. Po poražení strážců bude se smaragdovým mečem v ruce vést tažení na spásu Okouzlujících zemí a celého světa. Tuto pouť se pokoušelo vykonat mnoho hrdinů, žádný se ale nevrátil živý. Rada se proto rozhodla, že to pro zoufalost situace zkusí ještě jednou - možná naposled. Král Harold navrhl pověřit tímto úkolem silného válečníka ze Severních zemí, kterému věřil, že to dokáže. Ihned pro něj vyslal posla do dalekého Loregardu.
Bojovníka ledu seznámil s jeho úkolem a ten se ihned vydal na cestu ze Zelených údolí. Cestou plnil ještě druhý úkol dovést část vojska z Irengardu do Algalordu. Tak začala legenda. Všechna města Aliance poslala vojáky do Algalordu, aby byla armáda Okouzlujících zemí připravena čelit hrozbě co nejdříve. Rada králů rozhodla zaútočit na zlo a Bojovníka ledu pověřila velením části Aliance, než je odevzdá v Ancelotu princovi Arwaldovi, hrdinovi Středozemě, který zde již čelil vojskům zla a nutně potřeboval posily. Poté měl odjet do nedalekého Elgardu za čarodějem Aresiem, aby se dověděl bližší informace o tajemství Slonovinové brány. Tento čaroděj mu měl pomoct s hledáním tří klíčů moudrosti.
Během cesty do Ancelotu vstoupil Bojovník ledu do Lesa jednorožců, kde zahlédl vizi předchozí války a předchozí armády Aliance i utrpení, jež tehdy lidé prožívali. Došlo mu, že jsou nyní síly temnot mnohem silnější než tenkrát. Po opuštění lesa se vrátil zpět k vojsku. Dorazili však pozdě. Ancelot byl téměř zničen a tisíce obyvatel a jeho obránců bylo pobito. Bojovník ledu odevzdal Arwaldovi z Ancelotu, který zkázu města přežil, své vojsko a sám pokračoval do zeleného údolí Elgardu, aby se setkal s Aresiem a započal hledání tří klíčů moudrosti. Věděl, že na dlouhé cestě bude čelit překážkám, svému strachu, záhadám a dávným příšerám temnot. A také se řipravil na to, že až přijde čas, vstoupí do země nesmrtelných, nebes velkých hrdinů. 
Myšlenky na tragický konec Ancelotu byly ale stále příliš čerstvé a Bojovník ledu myslel na pomstu. Proto se večer před započetím výpravy projel okolo Elgardu, aby tyto myšlenky zahnal, při tom poslouchal písně elgardského lidu o legendárních bitvách proti Temnému králi. Elgardští vojáci a rytíři během večerních slavností popřáli Bojovníkovi ledu hodně štěstí v hledání.

## Symphony of Enchanted Lands
Symphony of Enchanted Lands (Symfonie Okouzlujících zemí) je druhou kapitolou příběhu. Hned další den vyrazil Bojovník ledu na cestu za prvním ze tří klíčů. Nahlédnul do Zrcadla stínu, aby překonal největší strach, který se v něm odrážel. S vypětím všech duševních sil se dokázal ubránit šílenství a získal první klíč společně se stopou k dalšímu.
Ta ho zavedla do bažin v Zemích Chaosu, kde čekal mocný krvavý drak Tharos, strážce druhého klíče. Bojovník ledu s ním svedl děsivou bitvu, ale nakonec draka porazil. Měl dokonce šanci zasadit mu smrtelnou ránu, ale místo toho ho ušetřil. Díky tomu bylo zlomeno drakovo zakletí, které ho nutilo zabíjet hrdiny hledající druhý klíč moudrosti. Poznal, že Bojovník ledu je skutečně vyvolený a kouzlo pominulo. Tharos odevzdal druhý klíč moudrosti, poradil cestu k třetímu a po dlouhých letech se konečně svobodně vznesl k oblakům.
Cesta vedla k jižní hranici Země Chaosu hlubokými lesy k mystickému oltáři držící tajemství Ikarenu. Ikaren byl magický předmět ukazující směr ke Slonovinové bráně. S hlavolamem si Bojovník ledu dlouho nevěděl rady a když už propadal beznaději, vypadly mu z kapes oba klíče moudrosti na oltář. Pochopil, že klíče do sebe zapadají a vytvoří onen Ikaren. Vložil ho do štěrbiny v oltáři a na druhý den ráno se spustila hru světel, která ukázala pomocí skrytých zrcadel směr. Oltář pak odevzdal všechny tři klíče moudrosti.
Paprsky světel oltáře ukázaly na tajný průchod, kterým se Bojovník ledu s Aresiusem dostal do starobylé síně s legendární Slonovinovou bránou. Třemi klíči moudrosti ji otevřeli a za bránou se jim zjevila krásná krajina plná života. A také stezka, která vedla, jak doufali, ke Smaragdovému meči. Zavedla je ale do pouště, kde dříve padli i ti nejsilnější bojovníci. Jejich duše se rozhodly Bojovníkovi ledu pomoct a doprovodily ho na cestě. V bažinatých zemích za pouští byl napaden nemrtvými stvořeními, jež ho málem ubily k smrti. Z ničeho nic se objevil obrovský drak Tharos a vyvoleného zachránil, aby mu splatit dluh za vysvobození. Bojovníkovi ledu nabídl, že s ním doletí až ke Smaragdovému meči. Na Tharosových křídlech přeletěl krajinu, kterou by jinak musel dlouho zdolávat pěšky. Ta se časem měnila v temnou pustinu s temnou mlhou a s krvavě rudými řekami. Toto místo Tharos nazval Pevností bezedných propastí a poodhalil, že se Smaragdový meč nachází uvnitř a je dobře střežen. 
Tharos s Bojovníkem ledu zamířil k nejvyšší věži a oba dva napadly démonické létající bytosti. Tharos se s nimi pustil do boje a Bojovníka ledu vysadil do věže. Za padacími dveřmi se dostal do ohromného sálu se zelenou září Smaragdového meče. Jakmile se ho dotkl, zjevila se před ním nestvůra, která byla tak ošklivá, že ji nelze popsat. Byl to pradávný strážce. Boj byl ve věži zuřivý a strážce vítězil, když tu Tharos prolétl střechou a zalehl strážce tak, aby ho mohl Bojovník ledu rozseknout. Poté se celá Pevnost začala rozpadat a mizet a Tharos se s Bojovníkem shodl, že bude lepší co nejrychleji zmizet.
Oba doletěli zpět k Okouzlujícím zemím a Tharos odhalil, že ho prastarý strážce smrtelně zranil, a že umírá. Drak dal vyvolenému sbohem a naposledy roztáhl křídla k odletu směrem k Temnému horizontu do Dračí země, aby tam spočinul. Nicméně úkol byl splněn a Bojovník ledu se zářivým Smaragdovým mečem vykřesal pro Alianci Okouzlujících zemí naději. Tato zpráva se rychle rozšířila a lidé několik dní slavili na počest Bojovníka ledu.

## Dawn of Victory
Dawn of Victory (Úsvit vítězství) pokračuje jako třetí kapitola. Popisuje události poté, kdy Bojovník ledu nalezl Smaragdový meč. Nyní se s ním vrátil do Ancelotu a cestou verboval nové vojáky ochotné bojovat za budoucnost Okouzlujících zemí.
Když dorazil s novým vojskem ke Skalnaté hoře nad Ancelotem, byl připraven střetnout se s armádou démonických rytířů vedených Dargorem, knížetem Temných zemí (Darklands), jenž sloužil Akronovi. Dargor drtil poslední zbytky obrany města pod velením prince Arwalda, ale po zásahu Bojovníka ledu byl Ancelot opět volný. Bitva se ale neobešla bez citelných ztrát. Kromě mnoha padlých byla během obléhání města démonickými rytíři unesena Airin, Arwaldova princezna, společně s tuctem rytířů, kteří ji bránili. Byli odvlečeni do Hargoru, pekelného města Temných zemí a sídla temného pána Akrona. Dohnat je bylo nemožné.
Za několik dní dorazil k Ancelotu Akronův posel a vzkázal, že zajatce napíchají na kůly, pokud Bojovník ledu neodevzdá temnému pánovi Smaragdový meč. Tento požadavek rozhodně nemohl splnit, protože by Smaragdový meč v Akronových rukách zajistil vítězství zla, ale bylo přesto nutné něco udělat. Arwald se s Bojovníkem ledu vydal přímo do Hargoru vyjednávat s Akronem. V Hargoru je však přivítaly hlavy ancelotských rytířů napíchané na kůly před branou. 
Oba byli zajati a krutě několik dnů mučeni až do bezvědomí. Odvlekli je do temné jeskyně a přikovali do těžkých řetězů a princeznu Airin dali na temný prokletý oltář. Do jeskyně vstoupil Akron se svými temnými rytíři a smál se, jak snadno získal Smaragdový meč. Přítomní démoni před zraky prince Arwalda a Bojovníka ledu brutálně znásilnili princeznu Airin, což bylo moc i pro Dargora, jenž tento čin odsoudil, přestože přísahal věrnost zlu a byl vychován temným čarodějem Vangarem z Helmu, úhlavním nepřítelem čaroděje Aresia. Bylo znát, že si i přesto Dargor zachoval ctnostné chování.
Airin byla po strašlivém aktu ponořena do kyseliny Sgralu, schopné korodovat i nejtvrdší ocel. Arwald byl potom po zhlédnutí utrpení a smrti princezny ponořen do kyseliny také a Bojovníka ledu chtěli takto popravit rovněž. Jenže Arwald (snad s pomocí bohů) dokázal těsně před smrtí vymrštit kapky kyseliny na řetězy, které poutaly Bojovníka ledu. Díky tomu byl schopen se osvobodit. Bojovník ledu, poháněn spalujícím hněvem, se vrhl na démonické rytíře s kameny jako se zbraněmi. Aby unikl Akronovi a opětovnému zajetí, unikl do podzemní řeky Aigor tekoucí jeskyněmi pod Hargorem a vyplaval daleko za městem.
Bojovník ledu pak po několik měsíců bloudil pustinami, než našel cestu zpět do Okouzlujících zemí. Ve svém milovaném údolí a v Lese jednorožců po dlouhé době poznal bezpečí a klid. Přesto nebylo času na odpočinek, protože se Akron chystal se Smaragdovým mečem v ruce přinést brzkou zkázu Okouzlujícím zemím.

## Rain of a Thousand Flames
Rain of a Thousand Flames (Déšť tisíce plamenů) je čtvrtým pokračováním. Nad Okouzlujícími zeměmi se stáhla temná mračna a vojska Aliance snad ta nejtěžší zkouška. Akron měl u sebe Smaragdový meč a byl nadosah vítězství. Bojovníka ledu po zotavení v Lese jednorožců stále trýznilo trauma z Arwaldovy a Airininy ohavné smrti. Jakmile dorazil zpět do zeleného údolí Elgardu, čaroděj Aresius se pokusil vyléčit jeho bolest na duši. Lid Elgardu ho přijal srdečně i přes ztrátu meče.
Nakonec Bojovník ledu díky Aresiově péči získal opět klid, ale brzy nejen jeho zaskočily špatné zprávy. Akronovi se pomocí magické síly Smaragdového meče a za pomoci temných kouzel proradného čaroděje Vankara povedlo spojit portálem tento svět se světem zatracených. Dále v kryptě Světa duchů provedli několik temných rituálů a ze světa zatracených povolali Královnu temných horizontů (Queen of the Dark Horizons), prastarou služebnici boha temnoty Krona. Královna temných horizontů byla tou nejodpornější bestií, jakou si lze představit, a po tisíciletích byla opět naživu. Začala okamžitě budovat armádu „žijící smrti“. Akronova ofenzíva mohla začít.
Jako první byla v oceánu smetena královská vlajková loď. Dále proběhla tříměsíční krvavá bitva Deště tisíce plamenů (Rain of a Thousand Flames), v níž byly totálně zničena dvě jižní královská města Elnor a Thorald, při jejichž obraně padl král Erik.

## Power of the Dragonflame
Power of the Dragonflame (Síla dračího ohně) je rozuzlení celého příběhu o Smaragdovém meči. V Algalordu se po tragických událostech posledních měsíců narychlo sešla Rada králů a rozhodlo se o okamžité mobilizaci všech bojeschopných. Této improvizované armádě, největší všech dob, velel Bojovník ledu, který z hloubi duše přísahal pomstu Akronovi a jeho nohsledům.
Ke střetnutí došlo brzy, neboť Akronova armáda démonů, armáda nemrtvých Královny temných horizontů a armáda Dargorových rytířů smrti zahájila po zničení Elnoru a Thoraldu pochod smrti na Algalord, „město Bohů“. Vojáci Okouzlujících zemí se měli buď ubránit a žít, nebo padnout a stát se svědkem zkázy světa. Za tři měsíce se shromáždila armáda mistrů meče a připravovala se na rozhodující bitvu. Aresius nabádal k zachování chladné hlavy, ať jsou připraveni čelit čemukoliv. Armáda démonů, nemrtvých, upírů, obřích červů a dalších odporných stvoření se blížila. K tomu měli nepřátelé Okouzlujících zemí výhodu díky Smaragdovému meči, který má dle proroctví zvrátit rovnováhu bitvy na stranu jeho vlastníka.
Když před městem vypukla bitva, probil se Bojovník ledu až k Pánovi stínů Dargorovi a svedl s ním souboj. Dargor byl poražen a ocitl se v pasti, visící na skále. Chtěl po Bojovníkovi ledu, aby ho zabil. Ten měl velké dilema, jak se rozhodnout, zda srdcem, nebo rozumem. Poslechnul srdce a Dargora zachránil, neboť věděl, že byl jenom zkažen Vankarovým učením. Dargor jeho kroku nerozuměl, poněvadž mu Vankar kdysi namluvil, že Bojovník ledu se svými lidmi vyvraždil jeho rodinu. Proto ho po své záchraně udeřil tak, aby upadl do bezvědomí.
Když Bojovník ledu nabyl vědomí, zjistil, že bitva nedopadla dobře a on i tisíce dalších upadli do Akronova zajetí. Algalord byl bez účinné obrany a obyvatelům nezbylo už nic, než se modlit k Ocelovým bohům (Steelgods), aby jim dali sílu. Algalord za další dva měsíce stejně padl a vše vypadalo ztracené. Démoni vyvraždili většinu žen a dětí ve městě ve jménu Krona a z město srovnali se zemí. Bojovník ledu se stal hříčkou Akronova hněvu a byl krutě mučen natolik, že přišel o obě dolní končetiny. Následně ho chtěli popravit vhozením do Acherských bažin, kde by ho sežrali obří vodní hadi. Dargor, který se předtím v Hargoru odmítl dívat na mučení a znásilnění princezny Airin, se nyní na utrpení Bojovníka ledu díval. Byl však z toho velmi znechucen a stále byl zmaten z toho, proč ho Bojovník ledu předtím ušetřil, až mu došlo, že Vankarovo tvrzení o vraždách jeho rodičů byla lež. Dargor tedy nečekaně vytasil svůj meč a smrtelně jím zranil Královnu temných horizontů. Začal nenávistně křičet Akronovo jméno a použil svou nejmocnější schopnost - přivolal mocnou sílu Gargoylů, které zanechal ve velkém množství v kamenné formě v Hargoru. Gargoyly na jeho příkaz ožily a letěly za svým pánem na pomoc do Algalordu. 
Akron přestal mučit Bojovníka ledu a vytasil na Dargora Smaragdový meč. Zasáhl ho do beder a s ďábelským smíchem mu sdělil, že jeho zradu očekával dřív nebo později, protože není pravý démon, a jeho hlavu napíchne před bránu zničeného Algalordu pro výstrahu. Akronovi démoni se vrhli na Dargora, aby ho dorazili, ale Dargorovi se s pomocí neznámé síly, kterou ho zásobili snad Oceloví bohové a jeho matka, bohyně Gaia, podařilo i přes zranění jejich útok odrazit. Vrhl se přímo na Akrona a srazil ho tam, kde Bojovník ledu čekal na smrt. Bojovníkovi ledu se přes ukrutné bolesti z mučení podařilo zmatenému Akronovi sebrat Smaragdový meč a zasáhl ho do pravého oka. Na zabití temného pána však neměl sílu, ale aspoň ho škrtil. Zakřičel na Dargora, aby spustil popravčí plošinu do jezera vodních hadů. Dargor si byl vědom, že toto bude jediné řešení, jak se zbavit Akrona a okamžitě spustil mechanismus, který poslal umučeného Bojovníka ledu, zápasícího s Akronem o Smaragdový meč, dolů vstříc smrti obou. Mezitím Dargorovi poděkoval za splacení jeho záchrany života, a byl s Akronem pohlcen vodou a roztrhán hady na kusy. Byl konec.
A tento okamžik byl také konec pro armády démonů a nemrtvých. Majestátní Gargoyly konečně dorazily z Hargoru a střetly se s armádou zla. Tímto došlo k naplnění starodávného proroctví o Smaragdovém meči. Zajatí vojáci byli osvobozeni a s požehnáním Ocelových bohů, k nimž se před bitvou o Algalord zoufale modlili, opět vytasili meče a bojovali s nepřáteli Okouzlujících zemí. Do měsíce byli všichni démoni poraženi a mohlo se slavit vítězství. Dargorovy Gargoyly odklidily těla mrtvých démonů a pohřbily je do původně Akronem otevřených portálů do pekel. Pak se povedlo magií světla některé z nich uzavřít, avšak zbylé musely na Dargorův příkaz hlídat Gargoyly, aby se již zlo nikdy nerozšířilo do Okouzlujících zemí.
Do poslední bitvy se zapojil i čaroděj Aresius, který se utkal s odporným Vankarem a porazil ho i jeho temnou magii. Vankar byl tím, že Dargor použil svou moc Gargoyl zrovna proti svým „vlastním“ démonům, velmi nepříjemně překvapen.
Zlo bylo poraženo, ale Smaragdový meč byl ztracen zrovna tak, jako jeho nálezce a hrdina této epochy, Bojovník ledu. Jeho oběť si lidé budou navždy pamatovat, stejně jako na Dargora, jenž se nakonec ukázal být dobrým člověkem, který v sobě našel světlo a "sílu dračího ohně", aby osobně vedl vojska Okouzlujících zemí v bitvě o Algalord. Když bylo po všem, zmizel tento Pán stínů z Černých hor, jak zněl plně jeho titul, neznámo kam. Zanedlouho také začala rekonstrukce Algalordu, jehož novým symbolem se staly Dargorovy Gargoyly.